# Rottboellia laevispica
Rottboellia laevispica är en gräsart som beskrevs av Yi Li Keng. Rottboellia laevispica ingår i släktet Rottboellia och familjen gräs. Inga underarter finns listade i Catalogue of Life.